# 린디주

린디 주의 위치

린디주(Lindi)는 탄자니아 남동부에 위치한 주로, 주도는 린디이며 면적은 66,046km2, 인구는 791,306명(2002년 기준)이다. 북쪽으로는 프와니 주, 서쪽으로는 모로고로 주와 인접해 있고 남서쪽으로는 루부마 주, 남쪽으로는 므트와라 주와 인접해 있으며 동쪽으로는 인도양과 맞닿아 있다.